# Nilus ze Stołobny
Nilus ze Stołobny, również: Nil ze Stołobny, Nil Stołobieński, Nilus Seligierski (ur. II poł. XV wieku w Wałdaj, zm. 7 grudnia 1554 na wyspie Stołobnyj) – święty mnich prawosławny.
Urodził się w rodzinie chłopskiej na ziemi nowogrodzkiej. Według hagiografii od najmłodszych lat pragnął zostać mnichem. Wieczyste śluby zakonne złożył w Monasterze Krypieckim w 1505. W klasztorze tym spędził dziesięć lat. Następnie, w poszukiwaniu jeszcze surowszych umartwień, opuścił klasztor i udał się w okolice Ostaszkowa, gdzie samotnie zamieszkał w samodzielnie zbudowanej celi. Przez trzynaście lat prowadził życie pustelnicze, żywiąc się jedynie roślinami. Mnich zdobył sobie szacunek mieszkańców okolicy, którzy zaczęli przychodzić do niego z prośbami o rady i modlitwy. Nilus pragnął jednak żyć w całkowitej samotności, toteż opuścił dotychczasową pustelnię i udał się na wyspę Stołobnyj na jeziorze Seliger. Tam zamieszkał w pieczarze, gdzie żył dalsze 26 lat, do końca życia. Poddawał się dalszym surowym umartwieniom, m.in. pozbawiał się snu, pozwalając sobie jedynie na drzemkę w pozycji stojącej, wsparty na dwóch kijach. Żył w całkowitej samotności, spotykając się jedynie z miejscowymi rybakami. Według niektórych podań jego pustelnia została co najmniej raz napadnięta przez złodziei, którzy nawrócili się, widząc ubóstwo zakonnika.
Z czasem Nil przeniósł się z pieczary do niewielkiej chaty z kaplicą. Pod koniec życia wykopał na jej terenie dół, do którego wstawił trumnę. Codziennie modlił się przy niej, pamiętając o nadchodzącej śmierci. Zmarł 7 grudnia 1554. W 1667 jego grób został otwarty; relikwie świętego zostały przeniesione do cerkwi Ikony Matki Bożej "Znak" w Ostaszkowie. W tym samym roku mnich został kanonizowany. Na ikonach jest przedstawiany jako starzec w szatach mnicha wielkiej schimy, w czasie modlitwy lub też z makietą kaplicy w dłoniach. Istnieją również ikony, na których modlący się zakonnik stoi obok zabudowań Pustelni Niłowo-Stołobieńskiej - monasteru męskiego, jaki powstał na miejscu jego pustelni.